# Saleh
Saleh (arabiska: صالح) är ett arabiskt namn med betydelsen 'rättfärdig', och särskilt Koranen nämner en islamisk profet med detta namn. På arabiska uttalas det med ett starkt H på slutet.
Enligt Koranen var Saleh en semit född nio generationer efter Noa och syndafloden; det beskrivs att han föddes och växte upp bland Thamud, en folkgrupp som levde i området mellan Palestina och Hijaz. Thamud levde enligt de islamska skrifterna i stenhus uthuggna i berg, och dyrkade avbilder i sten. Saleh försökte övertyga sitt folk att inte dyrka avbilder och att istället hylla Allah, men de vägrade och insisterade att Saleh skulle utföra ett mirakel. Berättelsen fortsätter med att Gud svarade genom att skapa en kamel av feminint kön, vilken Thamud-folket tilläts mjölka men förbjöds skada. Trots påbudet slaktade Thamud-folket kamelen vilket ledde till att Gud beordrade Saleh att lämna sitt folk. När Saleh lämnat dem hördes ett dundrande ljud som ödelade Thamud.
Saleh brukar anses vara densamme som Shela i Bibelns Gamla testamente, mest på grund av likheterna i deras namn. Denna slutsats är dock kontroversiell, då det inte finns några likheter mellan berättelserna i Koranen och Bibeln om dem båda.